# Fotel samochodowy

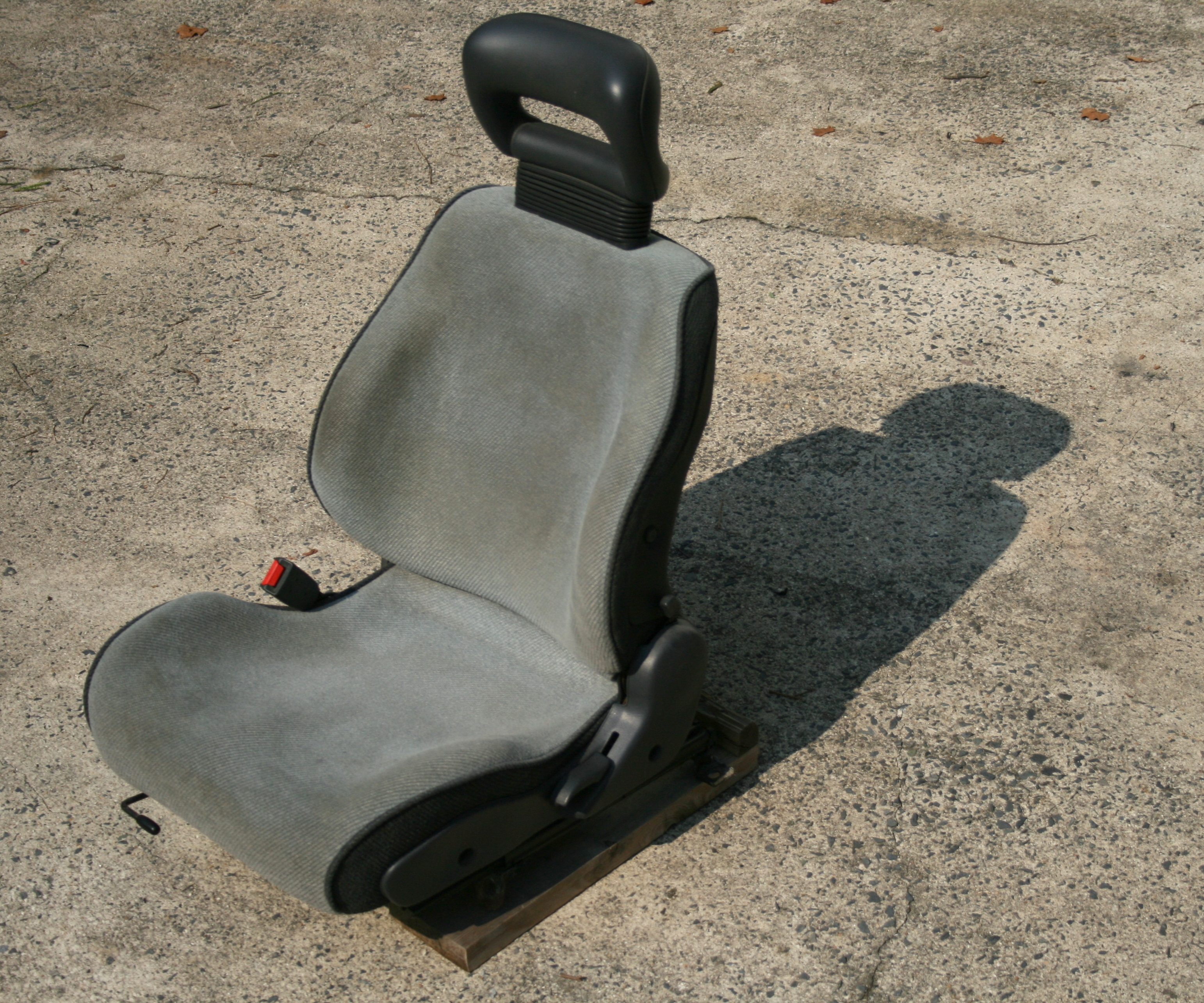
Fotel kierowcy wymontowany z samochodu marki Geo Storm, 1990

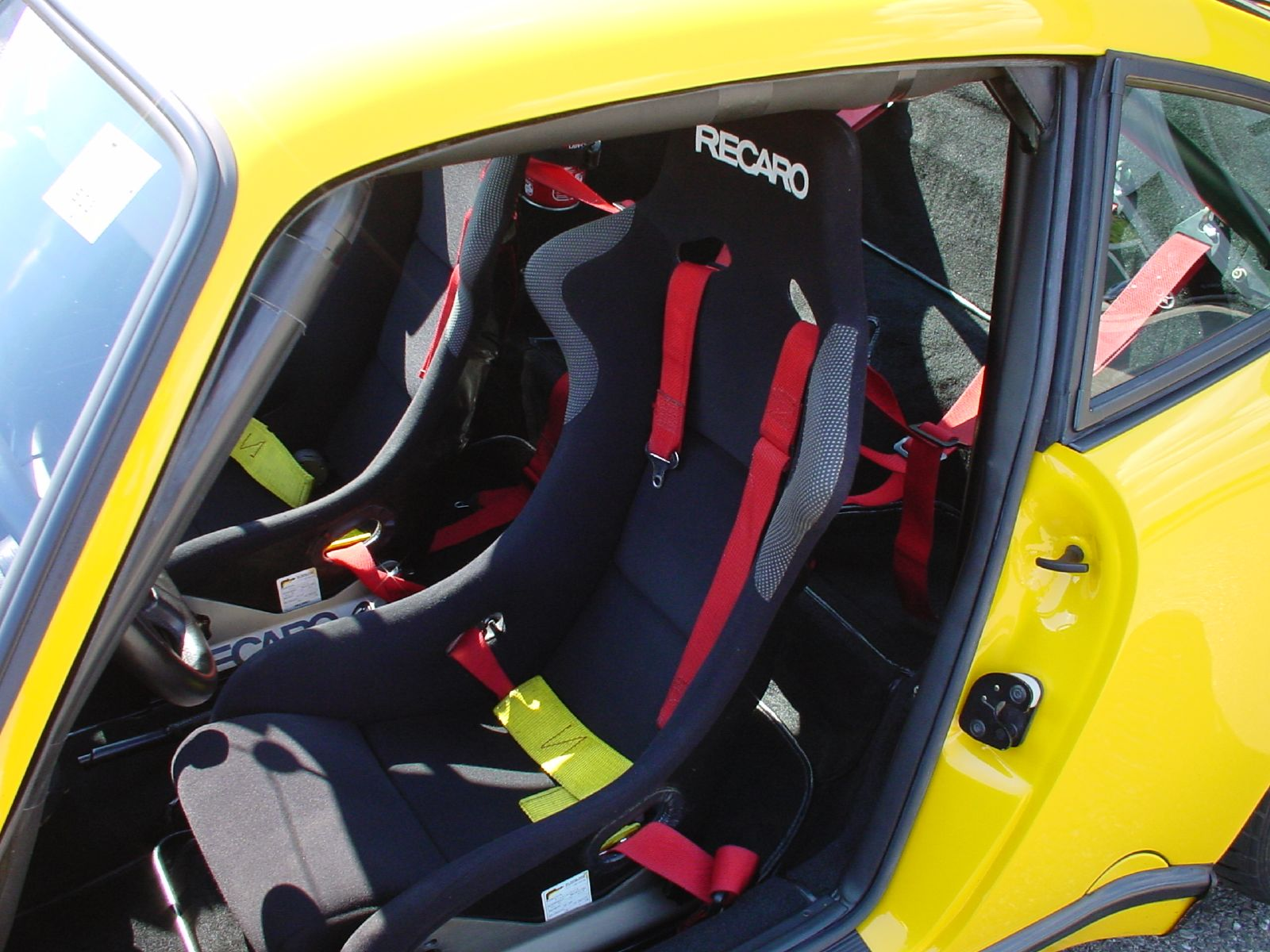
Fotel kierowcy w samochodzie sportowym, wyposażony w czteropunktowe pasy bezpieczeństwa

Fotel samochodowy (pot. "siedzenie") – element obowiązkowego wyposażenia pojazdów samochodowych. Umożliwia bezpieczne i wygodne zajęcia miejsca przez kierującego i pasażerów w kabinie pasażerskiej w trakcie przemieszczenia (przejazdu).

## Budowa fotela
Główne elementy:
- siedzisko (uwypuklenie w przedniej części uniemożliwia zsunięcie ciała w czasie zderzenia czołowego)
- oparcie
- mechanizm obrotu oparcia
- poduszka lędźwiowa (dodatkowe wyposażenie) umieszczona w oparciu
- zagłówek (obowiązkowe doposażenie fotela)

Szkielet fotela tworzą rury lub wytłoczki wykonane z materiałów z wysokiej wytrzymałości (stopy lekkie lub stal). W górnej części fotela znajdują się punkty mocowania zagłówków. Prowadnice, które umożliwiają przesuwanie fotela w kierunku przód/tył, służą jako elementy mocowania do podłogi. Siedzisko – wykonane z tkaniny, imitacji skóry lub z prawdziwej skóry – połączone jest z oparciem fotela za pomocą urządzenia (mechanizm obrotu oparcia), które umożliwia ustawienie oparcia pod właściwym kątem. Obrzeża siedziska wykonane są w twardszych materiałów niż jego środkowa część.

## Regulacja fotela
Regulacja ustawienia właściwej pozycji fotela (kierowcy ale często również pasażera, głównie z przodu) odbywa się mechanicznie (ręcznie za pomocą korb lub dźwigni umieszczonych w dolnej części fotela) i elektrycznie.
We współczesnych samochodach (głównie osobowe, terenowe, sportowo-użytkowe) pozycja foteli może być regulowana również w kierunku góra-dół. Dotyczy to znów najczęściej fotela kierowcy, ewentualnie pasażera z przodu. Możliwe jest regulowanie części lędźwiowej (dodatkowa tzw. poduszka lędźwiowa; ustawienie wypukłości) i pochylanie oparcia.
Tylne siedzenia w większości modelach pozbawione są możliwości regulacji siedziska i oparcia; możliwe jest jedynie regulowanie wysokości położenia zagłówka.

## Innowacyjne rozwiązania
W pojazdach luksusowych (m.in. Mercedes-Benz, BMW, Cadillac) stosowane są systemy nadmuchiwania ciepłego powietrza w zimne dni, zaś zimnego w gorące i upalne dni; sprężarki komór powietrznych lub wentylatorki tłoczące powietrze umieszczone wewnątrz fotela.
Fotel samochodowy powinien:
- zapewnić odpowiednią ochronę korpusu i biodra kierowcy i pasażera (np. zabezpieczenie przed wychylaniem ciała podczas szybkiej jazdy na zakrętach – fotele sportowe),
- zminimalizować siły sprężystości fotela (zjawisko tzw. "odrzucenia" ciała),
- posiadać trwałe mocowanie do podłogi,
- współgrać z innymi elementami bezpieczeństwa biernego (min. pas bezpieczeństwa, zagłówki i napinacze pasów).